# Ausztráltimália-félék
Az ausztráltimália-félék (Pomatostomidae) a madarak osztályának verébalakúak (Passeriformes) rendjébe tartozó család.
A magyar név forrással nincs megerősítve.

## Rendszerezésük
A családot Richard Schodde írta le 1975-ben, az alábbi nemek és fajok tartoznak ide:
- Garritornis – 1 faj
  - vörhenyes áltimália (Garritornis isidorei vagy Pomatostomus isidorei)
- Pomatostomus (Cabanis, 1850) – 4 faj
  - deresfejű áltimália (Pomatostomus temporalis)
  - szemsávos áltimália (Pomatostomus superciliosus)
  - pusztai áltimália (Pomatostomus halli)
  - barnafejű áltimália (Pomatostomus ruficeps)